# Parc de Choi Sai Woo
Le parc de Choi Sai Woo (賽西湖公園, Choi Sai Woo Park) est un parc public situé dans le quartier de North Point (en) à Hong Kong près de la colline Braemar. Il sert de centre social pour le quartier.

## Histoire
Le parc est nommé d'après le réservoir de Choi Sai Woo car il occupe aujourd'hui son emplacement. Selon la plaque commémorative du parc, le réservoir fut construit par la Taikoo Sugar Company Limited en 1894 et était le plus grand et le plus récent des cinq réservoirs privés construits par l'entreprise. Durant la sécheresse et de l'épidémie de peste bubonique de la même année, le réservoir fournit de l'eau au district de Tai Ping Shan. Il fut reconverti par l'homme d'affaires Li Ka-shing pour installer l'actuel parc. Durant la bataille de Hong Kong en 1941, il est le théâtre d'âpres combats, à mesure que les Japonais avancent pour scinder la défense de Hong Kong en deux entre est et ouest.
Le coût de construction du parc s'élève à 9,5 millions $ et est ouvert par le Conseil urbain en août 1986. Il est conçu pour préserver la plupart des arbres matures et des arbustes présents sur le site. Une cérémonie d'ouverture, présidée par le conseiller du Conseil urbain, Kim Cham, et par la directrice des services urbains, se tient le 16 janvier 1987.

## Infrastructures
Le parc Choi Sai Woo est un jardin paysager d'une superficie totale de 2400 m2, apportant une certaine fraîcheur au milieu des quartiers résidentiels et des écoles. Situé à côté de lotissements résidentiels modernes et prestigieux et de plusieurs écoles, il sert à la population comme lieu de repos. Il possède deux petits terrains de basket et des aires de jeux pour enfants à côté d'une pagode, et un certain nombre d'équipements et de commodités, comme des restaurants et salons de thé cha chaan teng, Wan King, TutorTime et 7-Eleven, se trouvent à proximité. Sa végétation est principalement composée de bambous.

## Galerie

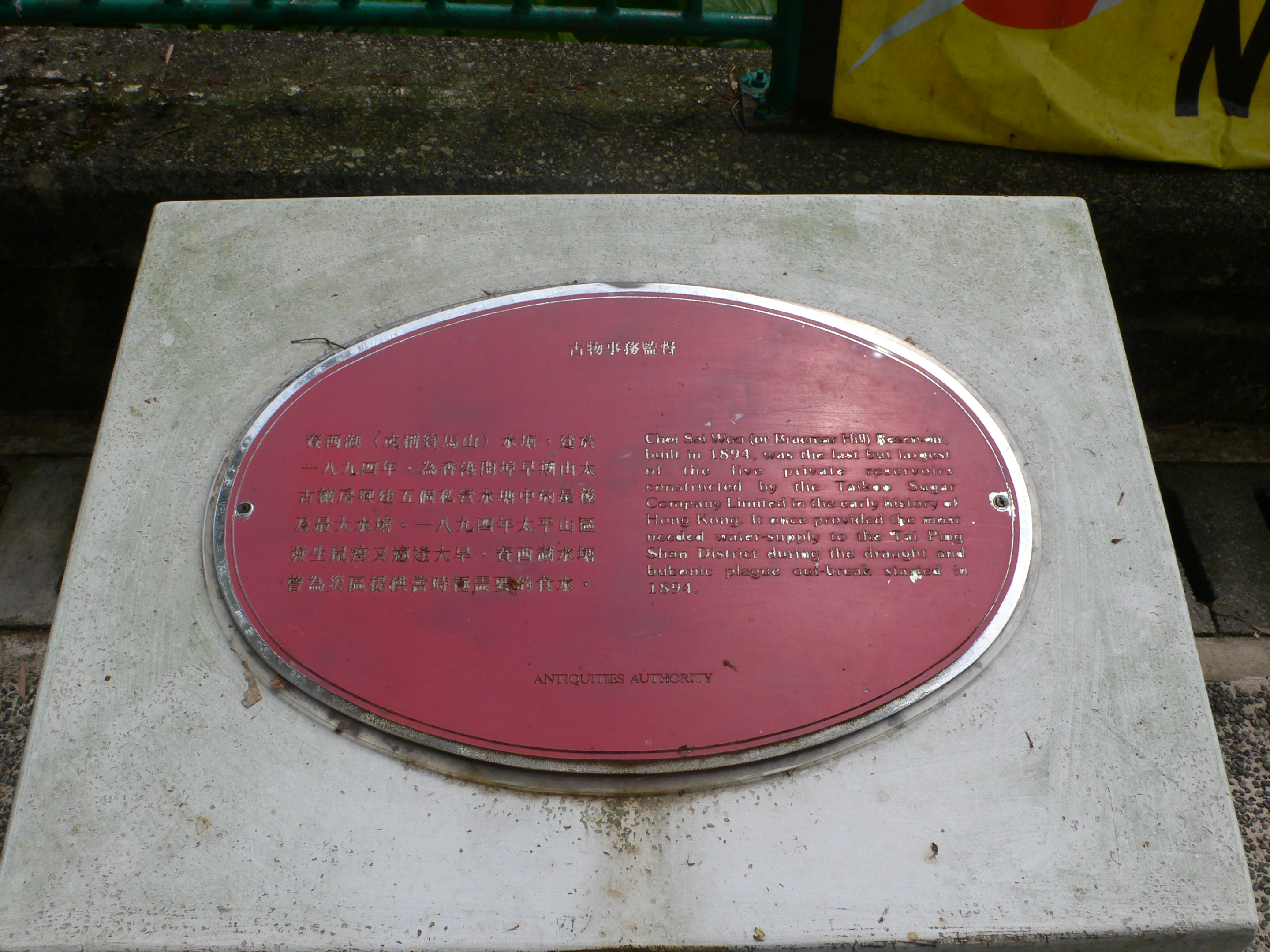
Plaque commémorative du bureau des antiquités et monuments.
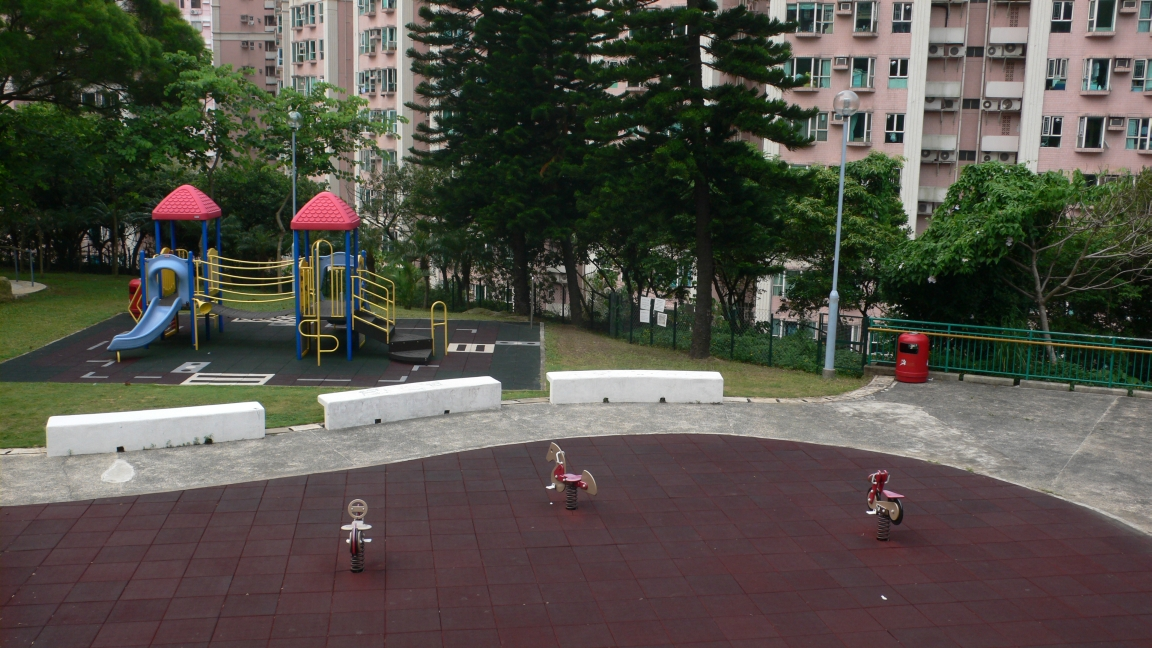
Aire de jeux pour enfants.
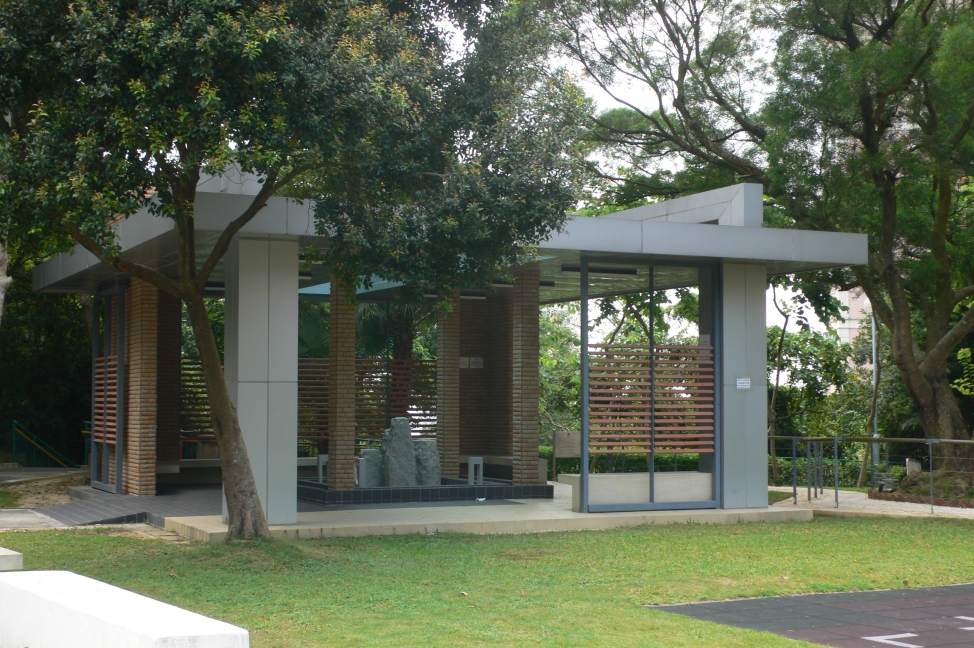
Pavillon dans le parc.